# Szibériai görény
A szibériai hegyi görény, szibériai görény, Kolinsky-, vagy himalájai görény (Mustela sibirica) az emlősök (Mammalia) osztályába a ragadozók (Carnivora) rendjébe és a menyétfélék (Mustelidae) családjába tartozó faj.

## Előfordulása
Európa keleti részén és Ázsiában honos. Elterjedési területébe beletartozik Oroszország európai része egészen az Ohotszki-tengerig, innen délre Tibetig és Thaiföld északi részéig él. Előfordul ezeken kívül Japánban és Tajvanon is, valamint Szahalin szigetére betelepítették.
A Japánban élő állatokat, olykor Mustela itatsi néven külön fajként kezelik.
Elsősorban erdőkben élő faj, többnyire víz közelében fordul elő. Kultúrakövető ragadozó, olykor városokban is megtelepszik.

## Alfajai
- Mustela sibirica sibirica
- Mustela sibirica canigula
- Mustela sibirica charbinensis
- Mustela sibirica coreanus
- Mustela sibirica davidiana
- Mustela sibirica fontanierii
- Mustela sibirica hodgsoni
- Mustela sibirica manchurica
- Mustela sibirica moupinensis
- Mustela sibirica quelpartis
- Mustela sibirica subhemachalana

## Megjelenése
A molnárgörény, közönséges görény és a vadászgörény rozsdaszínű rokona. Testhossza 25-39 centiméter, farokhossza 13-21 centiméter, testtömege 360-820 gramm. A hím lényegesen nagyobb és testesebb, mint a nőstény. Bundája télen teljesen rozsdaszínű, sűrű és tömött, nyári szőrzete sötétebb barna és vékonyabb. Pofájának szem körüli része és az orrtükre fekete. A szája körüli rész fehér. Testfelépítése nagyjából megegyezik a közönséges görényével.

## Életmódja
Kisemlősökkel, madarakkal, kétéltűekkel és rovarokkal táplálkozik.

## Érdekesség
A szibériai görény szőréből kitűnő minőségű festőecseteket készítenek. Az úgynevezett Kolinsky nyestszőr ecsetek a hím szibériai görény téli bundájából készülnek, nem nyestszőrből.

## Rokonai
Bár a magyar neve görény, inkább a nyércekkel áll közelebbi rokonságban. A Mustela nemen belül a Lutreola alnembe, a nyércek közé sorolják. (Ennek némileg ellentmond néhány tenyésztő tapasztalata, mely szerint sokkal közelebbi rokonságban van a közönséges görénnyel mint például a molnárgörény. Például szibériai-vadászgörény hibridek probléma nélkül létrehozhatók.)

## Külső hivatkozások
- A faj szerepel a Természetvédelmi Világszövetség Vörös Listáján. IUCN. (Hozzáférés: 2009. szeptember 21.)
- Kép egy szelídített szibériai görényről Archiválva 2007. március 3-i dátummal a Wayback Machine-ben
- Orosz nyelvű cikk, képekkel Archiválva 2008. február 7-i dátummal a Wayback Machine-ben